# 苏尔丹
苏尔丹（法語：Sourdun，法語發音：[suʁdœ̃] ⓘ）是法国塞纳-马恩省的一个市镇，属于普罗万区。

## 地理
苏尔丹（48°32'13"N, 3°21'1"E）面积23.33 平方千米，位于法国法蘭西島大區塞纳-马恩省，该省份为法国北部内陆省份，北起瓦兹省，西接埃松省、马恩河谷省、塞纳-圣但尼省和瓦兹河谷省，南至卢瓦雷省，东南接约讷省，东临马恩省和奥布省，东北接埃纳省。
与苏尔丹接壤的市镇（或旧市镇、城区）包括：勒梅里奥、大沙洛特尔、小沙洛特尔、埃尔梅、莱谢勒、普罗万、圣布里斯、苏瓦西-布伊。

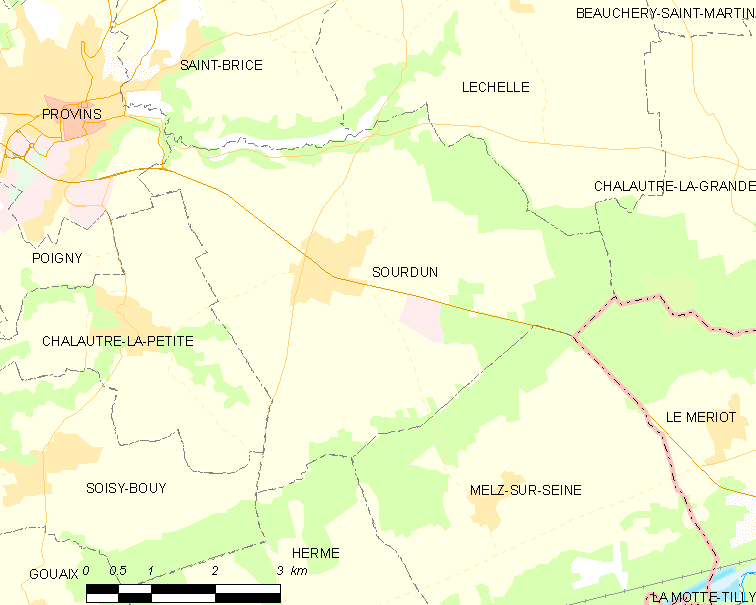
苏尔丹的OSM定位图

苏尔丹的时区为UTC+01:00、UTC+02:00（夏令时）。

## 行政
苏尔丹的邮政编码为77171，INSEE市镇编码为77459。

## 政治
苏尔丹所属的省级选区为普罗万县。

## 人口

1962-2008年间苏尔丹人口变化图示

苏尔丹于2022年1月1日时的人口数量为1515人。